# Костріченко Олег Володимирович
Оле́г Володи́мирович Костріче́нко (18 червня 1985 — 16 жовтня 2014) — сержант Збройних Сил України, учасник російсько-української війни.

## Життєпис
Народився 1985 року в місті Новомосковськ (Дніпропетровська область). Закінчив Новомосковську ЗОШ № 6, ліцей залізничного транспорту — здобув три спеціальності — машиніст тепловоза, електрик та тесля. Працював на Дніпропетровському тепловозоремонтному заводі, згодом — у магазині «Вернісаж». Відкрив свій магазин. Працював на меблевому виробництві, будівельником, їздив на заробітки.
Прийшла повістка, дружина з матір'ю її заховали, прийшла ще одна. Переховуватися відмовився.
Командир розвідувального відділення, 93-тя окрема механізована бригада. Підрозділ воював поблизу села Піски, прикриваючи «кіборгів».
16 жовтня 2014-го вояки перебували в будиночку неподалік селища Верхньоторецьке, коли почався обстріл «градами». Олег загинув під час бою від кулі снайпера — допомагав витягати з-під обстрілу пораненого побратима.
Похований у місті Новомосковськ. Без Олега лишилися батьки, дружина Аліна, донька Поліна — на той час їй було 4 роки.

## Нагороди та вшанування
- Указом Президента України № 282/2015|23 травня 2015 року, «за особисту мужність і високий професіоналізм, виявлені у захисті державного суверенітету та територіальної цілісності України, вірність військовій присязі», нагороджений орденом «За мужність» III ступеня (посмертно)[1].
- У Новомосковську відкрито пам'ятну дошку його честі.
- У Новомосковську вулицю Фрунзе перейменовано на вулицю Олега Костріченка.[2]
- Рішенням Новомосковської міської ради № 1302 від 24 липня 2020 року присвоєно звання «Почесний громадянин міста Новомосковська» (посмертно)[3].
- Вшановується в меморіальному комплексі «Зала пам'яті», в щоденному ранковому церемоніалі 16 жовтня[4][5].
- Його портрет розміщений на меморіалі «Стіна пам'яті полеглих за Україну» у Києві: секція 4, ряд 5, місце 29